# Култ личности Путина
Путинов култ личности је егзалтација политичке и социолошке слике Владимира Путина, по аналогији са култом личности совјетских лидера   , као и Мусолинија и Мао Цедунга.

## Мишљења о постојању култа личности
Већ 2001. године, само годину дана након почетка почетка Путиновог амандмана, новинска агенција Би-Би-Си је изразила мишљење о почетку тренда развоја Путиновог култа личности. Агенција је као аргумент навела кратак опис телевизијског прилога ТВ-6, који описује широк избор Путинових портрета у подземном пролазу московске метро станице „Парк культуры“ и да се набавка таквог портрета сматра "добрим укусом". Поред тога, Би-Би-Си се позвао на аналитички материјал „Общей газеты”, који сугерише да топла осећања према Путину могу бити последица жеље становништва да одржи самопоштовање. Исте године, италијански лист Кориере дела Сера посветио је посебну публикацију манифестацијама култа личности.
Као манифестацију појединих елемената култа личности политичара, британски политиколог Ричард Саква указује на распрострањену традицију качења Путинових портрета у свим канцеларијама председничке администрације и у многим владиним канцеларијама.
У октобру 2007. године, говорећи на конференцији за новинаре за руске регионалне медије, Путинов култ личности је у Русији открио белоруски председник Александар Лукашенко. Након што је одгледао неке епизоде недавног конгреса Јединствене Русије, Лукашенко је рекао да је забринут да би Русија могла да склизне у совјетско време, „када су сви скочили и узвикивали ’Слава КПСС‘“. Би-Би-Си је у прегледу британске штампе из новембра 2011. такође повукао паралеле између премијеровог стила владе и совјетског режима, називајући оно што се дешавало „неосовјетским култом личности“. Немачки лист Дие Велт је у публикацији из 2014. приметио да је Путинов култ личности почео да расте са почетком кризе у Украјини и, пре свега, са анексијом Крима.
У француским медијима постоји популарна идеја да руски медији распирују Путинов култ личности. На постојање таквог култа указује Гидеон Рахман у чланку у Фајненшел тајмсу.
Теме култа личности више пута су се дотицали бројни политичари, политиколози и социолози.

## Манифестација култа личности у популарној култури
Почетком 2000-их, бенд „Поющие вместе” снимио је албум „Такого, как Путин!” , а група Бели орао песму „А в чистом поле”, која, између осталог, садржи и речи: „А на отвореном, систем „Град”! Путин и Стаљинград су иза нас!“. Године 2015. репери Саша Чест и Тимати објавили су песму „Најбољи пријатељ“, посвећену председнику. Од 2014. године компанија за накит Caviar производи златне паметне телефоне ајфон 6 са портретом Владимира Путина. Конгрес руских заједница Крима најавио је прикупљање средстава за споменик Владимиру Путину у Симферопољу, који је предложен за отварање за председничке изборе 2018. године.

## Критика
Неки руски политичари негирају постојање таквог култа. На пример, Сергеј Миронов је 2007. године, одговарајући на питања Маријане Максимовске, рекао да је В. Путин неће дозволити култ своје личности: „Ово није култ личности, иако неки већ падају у лудило. И управо то нешто што пада у лудило, што је својевремено Владимир Путин исправно назвао арогантном кастом бирократа, са истом лакоћом ће сутра почети да се заклиње на верност. Зато што је то нешто, те бирократе највише брине своје место, а не проблеми и живот у земљи, а не будућност државе”.
На Сверуском форуму покрета „За Путина!" 2007. године, њени председавајући су говорили у духу да они заправо не подржавају Путина, већ само његов курс, који су спремни да критикују ако треба. Међутим, под претпоставком неповредивости устава и да би неко друго лице могло да постане председник после избора, Путин је, по њиховом мишљењу, требало да остане национални лидер.
Према речима самог Путина, он се не слаже са постојањем култа његове личности и поређење са Стаљином сматра неприкладним. Према Путиновој изјави, датој 2010. године на састанку са представницима западне штампе, становништво Русије не би дозволило такву злоупотребу власти. Међутим, да би се спречила концентрација моћи у рукама једне особе, потребно је снажно грађанско друштво.

## Подаци социолошког истраживања
Сверуске социолошке анкете на тему „Да ли постоји култ личности Путина?“ спроводе се од 2004. године. Према подацима Левада центра за март 2006. године, 57% Руса није видело присуство култа личности Владимира Путина, док је само 10% испитаника недвосмислено приметило присуство култа личности у то време. До октобра 2011. први показатељ је пао на 33%. Истовремено, од октобра исте године, удео Руса који се слажу са присуством Путиновог култа личности порастао је на 25%. Удео Руса који виде предуслове за настанак култа личности порастао је са 21% у марту 2006. на 30% у октобру 2011. године.
Левада центар је 2014. године спровео социолошко истраживање о рејтингу В. Путина и о томе како се Руси односе према Путиновом „култу личности“. Према статистици центра, 19 одсто верује да Путинов култ личности постоји. 40% испитаника је говорило о предусловима, 31% испитаника је рекло да не постоји култ личности. Левада центар је одговоре упоредио са 2006. када је о одсуству култа говорило 56 одсто, а 2011. 33 одсто.

## Протести против Путиновог култа личности
У октобру 2002. 20 људи је одржало скуп у близини зграде управе Санкт Петербурга под слоганом „Не Путиновом култу личности“. Путину су честитали симболични „олигарси“, „представници структура моћи“ и „жене Русије“.
У Чељабинску, Друга Русија је одржала скупове против Путиновог култа личности. Путин је представљен заједно са Стаљином на истом плакату, људи на скупу су делили летке против Путина.
Кабинет градоначелника Москве одбио је да Унији десних снага одржи митинг на Дан народног јединства 4. новембра 2007. под слоганом „Не Путиновом култу личности!" 